# Kościół św. Heleny w Głogowie
Kościół pw. Świętej Heleny w Głogowie – zabytkowy kościół filialny znajdujący się w opuszczonej dzielnicy Głogowa – Wróblinie Głogowskim. Należy do parafii Bożego Ciała w Brzegu Głogowskim.

## Historia
Jest to budowla klasycystyczna, salowa, wybudowana w 1810 roku z cegły. W 1964 roku została odnowiona dzięki mieszkańcom Wróblina Głogowskiego, co upamiętnia tablica we wnętrzu. Od zachodu znajduje się wieża. Świątynia jest obecnie nieużytkowana i coraz bardziej niszczeje. Wnętrze budowli jest bardzo zdewastowane.